# Servi (cognome)
Servi è un cognome di lingua italiana.

## Varianti
De Sargent, Sargenti, Sargentini, Sergenti, Sergentini, Servello, Serventi, Serviliani, Servilio, Servillo, Servini, Servino, Servo, Servolini.

## Origine e diffusione
Cognome tipicamente centro-meridionale, è presente prevalentemente in Toscana.
Potrebbe derivare dal prenome Servo, dal latino servus, o da "servente", dal latino serviens; è etimologicamente affine al cognome Servidio.
Le varianti Servello e Servillo sono campane; Sergenti è panitaliano; Serventi è centro-settentrionale.

## Persone
- Franco Servello – politico italiano